# 조선불교중앙교무원
조선불교중앙교무원(朝鮮佛敎中央敎務院)은 일제강점기의 불교계 중앙 기관이다.
삼십본산연합사무소가 폐지되면서 새로 설립된 기관이다. 출범 초기에 조선불교유신회를 주축으로 하는 조선불교중앙총무원과는 도끼로 서로의 간판을 깨뜨려 법정 다툼을 벌이는 등 대립하는 관계였다가, 조선총독부의 압력으로 민족주의 성향이 강한 중앙총무원이 친일 경향이 짙은 중앙교무원으로 흡수되기도 했다.
중일 전쟁 이후로는 불교계의 전쟁 지원을 위한 창구로 활용되면서 활동이 매우 활발해졌다. 31본산 주지가 주지회의를 가진 뒤 조선신궁을 단체로 참배하는 등 조선총독부의 종교 정책에 협조했다.
1937년에 속간되어 속칭 《불교(신)》으로 불리는 기관지 《불교》를 발행했다. 이 잡지는 1939년 신년호에 쇼와 천황 부부의 사진과 황국신민의 서사를 게재하면서부터 적극적인 친일 언론 활동을 수행했다. 기관지의 편집 및 발행인은 허영호, 김삼도, 임석진이 차례로 맡았다.

## 연혁
- 1922년 : 설립
- 1923년 : 조선불교중앙총무원과 법정 다툼
- 1924년 : 조선불교중앙총무원 흡수
- 1937년 : 31본산 주지회의 개최와 조선신궁 참배
- 1937년 : 31본사에 국위선양 무운장구 기원제 봉행 지시
- 1937년 : 북지황군위문단 파견
- 1938년 : 총후보국강조주간 실시
- 1938년 : 총본산 대웅전 준공

## 같이 보기
- 삼십본산연합사무소

## 참고자료
- 친일인명사전편찬위원회 (2004년 12월 27일). 《일제협력단체사전 - 국내 중앙편》. 서울: 민족문제연구소. 562~568쪽쪽. ISBN 8995330724.